# Барбатиан Равеннский
Барбатиа́н (Барбациа́н) Раве́ннский (лат. Barbatianus; ум. V век, Равенна) — духовник Галлы Плацидии, местночтимый святой Равенны, память 31 декабря.

## Жизнеописание
О Барбатиане известно только по источникам VIII—IX веков. В этот период было написано его житие, которое содержит мало достоверной информации и построено по литературному канону. Достоверно известно только то, что Барбатиан был пресвитером в Равенне.
Житийные источники сообщают, что Барбатиан был рукоположен в священный сан в Византии, был духовником Галлы Плацидии и вместе с ней прибыл в Равенну. Житие сообщает, что он был свидетелем явления Галле Иоанна Крестителя, который спас её корабль и в благодарность за это Галла выделила средства на постройку церкви у императорского дворца в Равенне.
Барбатиан был погребён Галлой и равеннским епископом Петром в часовне возле императорского дворца. В VI веке на месте дворца был основан монастырь, получивший позднее название во имя Иоанна Крестителя и Барбатиана Равеннского. В X веке мощи Барбатиана были обретены в монастыре и перенесены в кафедральный собор Равенны. В соборе мощи святого находятся в капелле Санта Мария дель Судоре в саркофаге V века в который их поместили в 1658 году.